# Garigliano (obóz)
Obóz Garigliano – ufortyfikowana baza na południowym wybrzeżu Półwyspu Apenińskiego, służąca arabskim piratom do dokonywania łupieskich wypraw na okoliczne ziemie, istniejąca na przełomie IX/X wieku.
Około 880, za zachętą diuka Gaety, Docybila, oddział Arabów, korzystających z cichego poparcia władców muzułmańskiej Afryki północnej, opanował przyczółek na zachodnim wybrzeżu Italii. Miejsce to leżało między Gaetą a Neapolem, u ujścia rzeki Garigliano do Morza Tyrreńskiego, na jej prawym brzegu, koło wsi Minturno. Na pobliskiej górze Monte Argento Arabowie zbudowali umocniony obóz wojskowy, który służył im jako baza wypadowa do łupieskich wypraw na Italię. 
Stanowiąc poważną siłę militarną, Arabowie z Garigliano wchodzili w lokalne sojusze z miejscowymi panami feudalnymi i wolnymi miastami południowych Włoch. Obóz w Garigliano został zlikwidowany we wrześniu 916, po trzymiesięcznym oblężeniu, przez połączone siły bizantyjskie, papieskie i longobardzkie pod dowództwem papieża Jana X. Był to jednocześnie koniec wojskowej obecności Arabów na południu Półwyspu Apenińskiego.